# Mineral Resources Limited
Mineral Resources Limited (MinRes) er et australsk mineselskab med hovedkvarter i Perth. Mineral Resources blev etableret i juli 2006 og blev efterfølgende børsnoteret på Australian Securities Exchange.
Mineral Resources har to jernmalmshubs i Port Hedland og Yilgarn Hub i Esperance.
Minerals Resources har to lithium-miner i Goldfields og i Pilbara.